# Schlotheimia linearifolia
Schlotheimia linearifolia là một loài Rêu trong họ Orthotrichaceae. Loài này được (Müll. Hal.) Wijk & Margad. miêu tả khoa học đầu tiên năm 1960.